# Залясево
Залясево (пол. Zalasewo, нім. Reichelsfelde) — село в Польщі, у гміні Сважендз Познанського повіту Великопольського воєводства.
Населення — 2099 осіб (2011).
У 1975-1998 роках село належало до Познанського воєводства.

## Демографія
Демографічна структура станом на 31 березня 2011 року:
|          | Загалом | Допрацездатний вік | Працездатний вік | Постпрацездатний вік |
| -------- | ------- | ------------------ | ---------------- | -------------------- |
| Чоловіки | 1003    | 326                | 633              | 44                   |
| Жінки    | 1096    | 305                | 688              | 103                  |
| Разом    | 2099    | 631                | 1321             | 147                  |